# Schwalbenecktor
Das Schwalbenecktor (auch Südtor am Schwalbeneck und altes Burgtor) ist ein ehemaliges Stadttor der inneren Stadtumwallung (Bischofsmauer) in Augsburg. Zusammen mit dem Frauentor und dem Osttor bildete es die Befestigungsanlage („Domburg“) der Bischofsstadt, in deren Zentrum sich der Augsburger Dom befand. Das Schwalbenecktor ist eines der ältesten Stadttore Augsburgs und wurde erstmals im 10. Jahrhundert erwähnt. Der Abbruch erfolgte kurze Zeit nach seiner letztmaligen urkundlichen Erwähnung im Jahr 1351.